# Juriques
Juriques es un estratovolcán en la frontera entre Bolivia y Chile. Está localizado justo al sureste del volcán Licancabur. Su cumbre es de 5.704 m con un cráter de un diámetro máximo de 1,5 km. La laguna verde está situada al pie del volcán.